# Xavier Rathan-Mayes
Xavier Rathan-Mayes, né le 29 avril 1994 à Markham en Ontario, est un joueur international canadien de basket-ball qui évolue aux postes de meneur et d'arrière.

## Biographie
Non drafté à sa sortie d'université, il dispute la NBA Summer League avec les Knicks de New York. Il signe ensuite un contrat non-garanti avec les Knicks mais est ensuite coupé après plusieurs matchs de pré-saison, il rejoint ensuite les Knicks de Westchester en NBA Gatorade League, franchise affiliée aux Knicks.
En juillet 2024, Rathan-Mayes s'engage pour deux saisons avec le Real Madrid.
Pas conservé par le Real, il signe avec le Bayern Munich, évoluant en Euroligue.

## Palmarès
- Champion d'Espagne en 2025.